# Irben
Die Irben war ein Minentransportschiff, das die Kriegsmarine von 1936 bis zu ihrer Versenkung durch einen alliierten Luftangriff im April 1945 in Kiel nutzte. Ihre Aufgabe war es, als Sonderform des Munitionstransporters die Minenschiffe der Marine mit Minen zu versorgen.

## Bau und technische Daten
Das Schiff wurde von der Kriegsmarine als Ergänzung für die neuen Minentransporter Lauting, Rhein und Otter beauftragt und bei F. Schichau in Elbing unter der Baunummer 1351 auf Kiel gelegt. Beim Stapellauf 1936 erhielt es als einziges Marineschiff den Namen Irben. Der Name geht auf die Irbenstraße zurück, wo im Ersten Weltkrieg 1915 (Vorstoß in die Rigaer Bucht) und 1917 (Unternehmen Albion) deutsche Marine-Operationen stattgefunden hatten.
Seine Länge betrug 56,70 Meter, es war 10,40 Meter breit und wies einen Tiefgang von 4,41 Metern auf. Seine Tonnage betrug 900 BRT, die Wasserverdrängung 1157 ts. Der Antrieb bestand aus einem Sulzer-Vierzylinder-Schiffsdieselmotor, der 450 PS erzielte und auf eine Schraube wirkte. Damit erreichte das Schiff eine Geschwindigkeit von 9,5 kn. Es hatte eine Reichweite von 3000 sm bei 9 kn Marschgeschwindigkeit. Konstruktiv unterschied sich die Irben von den drei Vorgängerbauten vor allem durch die Anordnung der Brücke. Diese befand sich nicht am Heck über der Maschinenanlage, sondern war mittschiffs angeordnet. Die Bewaffnung bestand aus vier 2-cm-Flak C/30 und sie konnte 240 Minen transportieren. Die Besatzung bildeten 2 Offiziere und 38 Mannschaften.

## Geschichte
Nach ihrer Indienststellung 1936 wurde die Irben dem Sperrzeugamt Cuxhaven unterstellt, dem auch schon die Otter zugeordnet war. Die anderen beiden Minentransporter befanden sich beim Sperrzeugamt Wilhelmshaven. Über die Zeit bis 1941 liegen in der Literatur keine Angaben vor. Nach Kriegsbeginn war es Aufgabe der Minentransporter, die im Sperrzeugamt befüllten und gelagerten Seeminen zu den benötigten Häfen und Schiffen zu transportieren. Auf dem Transporter befanden sich die Minen im nicht-einsatzfähigen Zustand im Laderaum des Schiffes. Mit dem bordeigenen Ladegeschirr konnten die Minen auf Minenleger bzw. Minenschiffe umgeladen werden. Über Abwurfschienen verfügten die Transporter nicht.
Organisatorisch wurden die beiden Minentransporter Irben und Otter am 10. April 1943 aus der Zuständigkeit des Sperrzeugamtes Cuxhaven gelöst und dem „Führer der Minenschiffe“ unterstellt. Diese neugeschaffene Dienststelle wurde im Mai 1943 in Kopenhagen angesiedelt.
Über die Einsatzgeschichte der Irben liegen nur bruchstückhafte Informationen vor, die einer weiteren Ergänzung und Systematisierung bedürfen:
- Vor dem deutschen Überfall auf die Sowjetunion (Unternehmen Barbarossa) wurden am 6. Juni 1941 die Minentransporter Irben und Otter im Sund und dem Großen Belt mit je 200 EMC-Minen bereitgestellt. Die Otter hatte die Minen von den Minenschiffen Preußen und Skagerrak aus Swinemünde, die Irben von der Versailles und der Grille aus Kiel übernommen. Mit diesen 400 Minen sollte ein möglicher Ausbruchsversuch der sowjetischen Flotte aus der Ostsee verhindert werden.[4]
- Im Sommer 1942 befanden sich die Irben und Lauting in Norwegen. Sie übergaben zunächst am 23. Juni in der Dusavik-Bucht bei Stavanger dem Minenschiff Ostmark und dem Minenleger Brummer, und noch einmal am 25. Juni je 160 EMC-Minen für die Minensperren „Herzog“ und „Großfürst“, die dann von Ostmark und Brummer westlich des Skagerrak gelegt wurden.[5]
- Am 8. April 1943 war die Irben in der östlichen Ostsee. In Tallinn, damals Reval genannt, übernahm sie zusammen mit drei Küstenmotorschiffen die Minenladung des Minenschiffes Kaiser.
- Im Oktober 1943 wird die Irben in Frederikshavn an der Nordspitze Dänemarks erwähnt. Hier übergab sie Anfang des Monats 50 LMF-Minen an die Roland. Ostmark und Roland warfen vom 8. bis 18. Oktober die Minensperren „Lithium“, „Natrium“ und „Kalium“ im Skagerrak.[6]
- Noch einmal sollte die Irben im Januar 1945 in Norwegen einen Minenschiffverband versorgen. In der Zeit von 19. bis 21. Januar sollte unter anderem das Minenschiff Lothringen mit Minen für das Unternehmen „Augustus“ bestückt werden. Der Transporter Lauting war bereits vor Ort, die Irben wurde zu diesem Zeitpunkt noch erwartet. Das Unternehmen musste verschoben werden und wurde erst am 18. März 1945 von den Schiffen Ostmark, Linz, Lothringen und dem Zerstörer Z 20 Karl Galster durchgeführt.[7]

Nur wenige Wochen später sank der Transporter. Am 3. April 1945 griffen 700 Flugzeuge der 8. US-Luftflotte Kiel und die dortigen U-Boot-Werften an. Neben der Irben wurden auch das Passagierschiff New York, die Monte Olivia, der Tanker Mexphalte, der Minenleger Brummer, der Minensucher M 802 sowie die Räumboote R 59, R 119, R 261 und die U-Boote U 237, U 749, U 1221, U 2542, U 3003 und U 3505 versenkt.